# Somatina fraus
Somatina fraus là một loài bướm đêm trong họ Geometridae.